# Pont de Craigellachie
Pour les articles homonymes, voir Craigellachie.
Le pont de Craigellachie (Craigellachie bridge en anglais) est un pont en arc en fonte situé à Craigellachie près du village d'Aberlour dans le Moray en Écosse. Il a été conçu par l'ingénieur civil Thomas Telford et construit de 1812 à 1814. Ce pont était révolutionnaire pour son époque, puisque formé d'une seule travée de 45,7 m, avec une arche extrêmement élancée et ne faisant pas appel à la maçonnerie traditionnelle. Restauré en 1964, il constitue un monument classé en catégorie A depuis 1972 et est reconnu comme « monument du génie civil » par l'Institution of Civil Engineers.

## Description

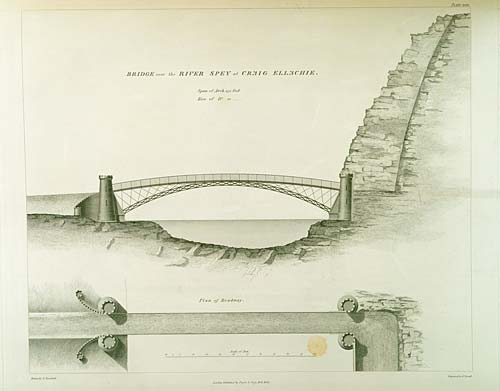
Représentation du pont tirée du livre de 1838, Atlas to the Life of Thomas Telford.

Le pont est construit à un emplacement où le cours du Spey se rétrécit en raison d’un affleurement de gneiss.
La rivière est franchie d'un seul élan par les 45,7 m de l’arche en fonte.
Les culées sont constituées de deux tours de maçonnerie de 15 m de haut construites dans un style médiéval (avec meurtrières et créneaux).

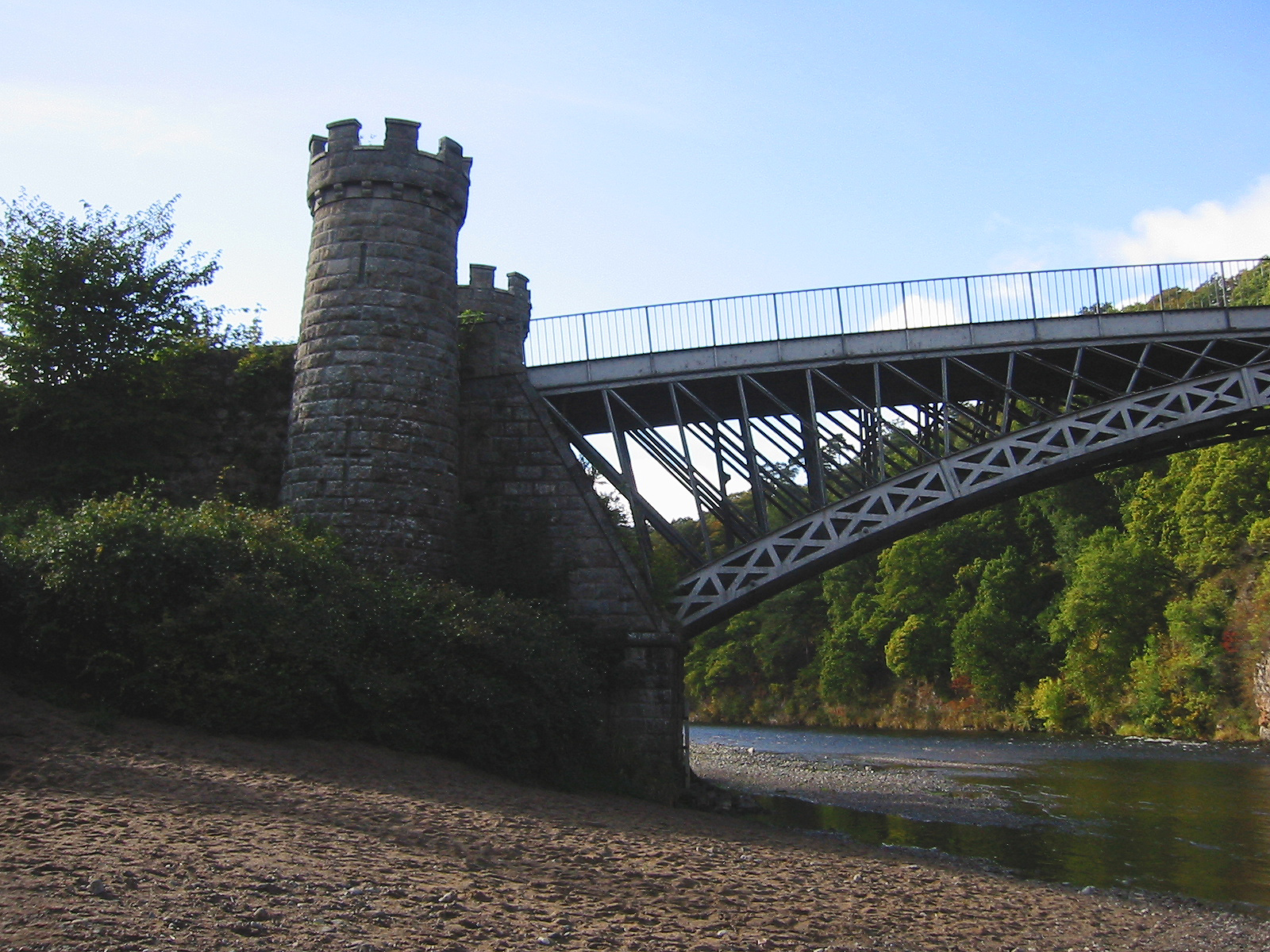
La culée sud du pont en 2003

Des analyses réalisées dans les années 1960 ont révélé que la fonte du pont avait une résistance à la traction inhabituellement élevée et probablement spécifiée par Telford.

## Historique
Comme pour de nombreux autres ponts de Telford, la fonte fut coulée à la fonderie Plas Kynaston à Cefn Mawr, près de Ruabon dans le Denbighshire (Pays de Galles) par William Hazledine. Elle fut transportée en péniche via le canal d'Ellesmere, le pont-canal de Pontcysyllte, et la mer jusqu'à Speymouth, où elle fut chargée dans des wagons et acheminée sur site. 
Le pont fut utilisé régulièrement jusqu'en 1963, avant d'être fermé pour d'importants travaux de restauration. Les garde-fous et écoinçons furent remplacés par des pièces neuves fabriquées à l'identique. La circulation fut également interdite aux véhicules de plus de 14 tonnes ; avec le virage en angle droit à l'extrémité nord du pont, il était de toute façon devenu peu accessible aux véhicules modernes. Malgré cela, il continua d'être utilisé pour franchir la Spey jusqu'en 1970, quand un nouveau pont en béton armé fut inauguré à une centaine de mètres à l'est. Le pont de Telford demeure toutefois en bon état et est toujours ouvert aux piétons et cyclistes. 
Le pont a inspiré une célèbre danse Strathspey, écrite par William Marshall en 1814.
Il fut également l'emplacement d'une parade lors de la fusion des régiments The Gordon Highlanders et The Queen's Own Highlanders (Seaforth and Camerons) donnant celui The Highlanders en 1994. Une plaque apposée au parapet commémore cet évènement à côté d'une autre posée lors de la restauration du pont en 1964.

## Galerie

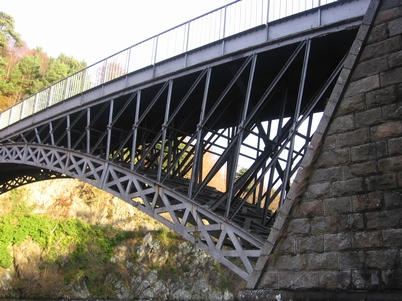
Vue de l’écoinçon, de l’arche et de la butée
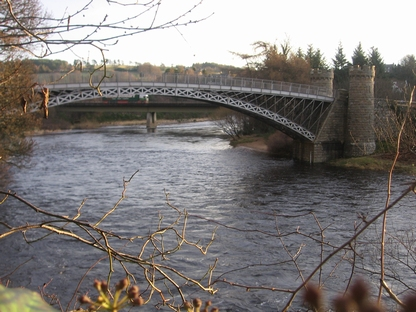
Vue en contre-plongée du point, avec, en arrière-plan, le pont de béton moderne des années 1970
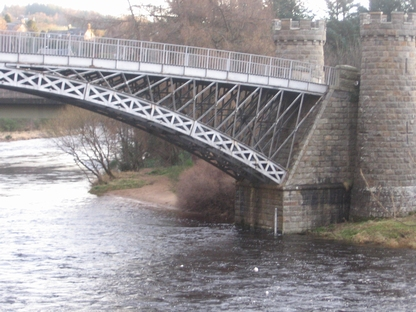
Culée
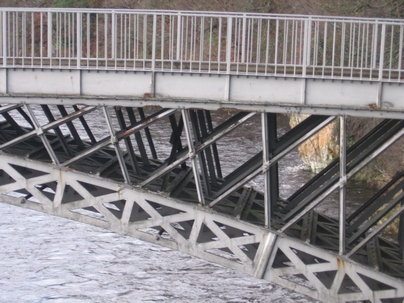
Vue latérale sur l’arche, l’encoignure, le tablier et le parapet
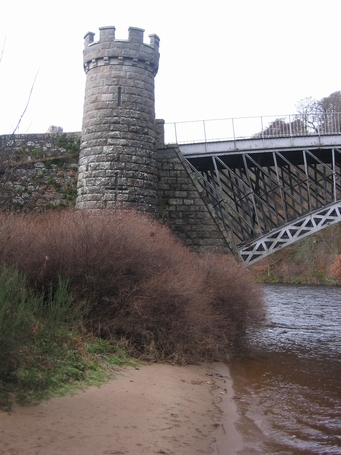
Culée sud